# Reichenbach im Vogtland
Reichenbach im Vogtland je velké okresní město v německé spolkové zemi Sasko. Nachází se v zemském okrese Fojtsko. Má přibližně 20 tisíc obyvatel a je tak druhým největším městem okresu. Leží mezi Plavnem (cca 18 km) a Zwickau (cca 19 km).

## Historie

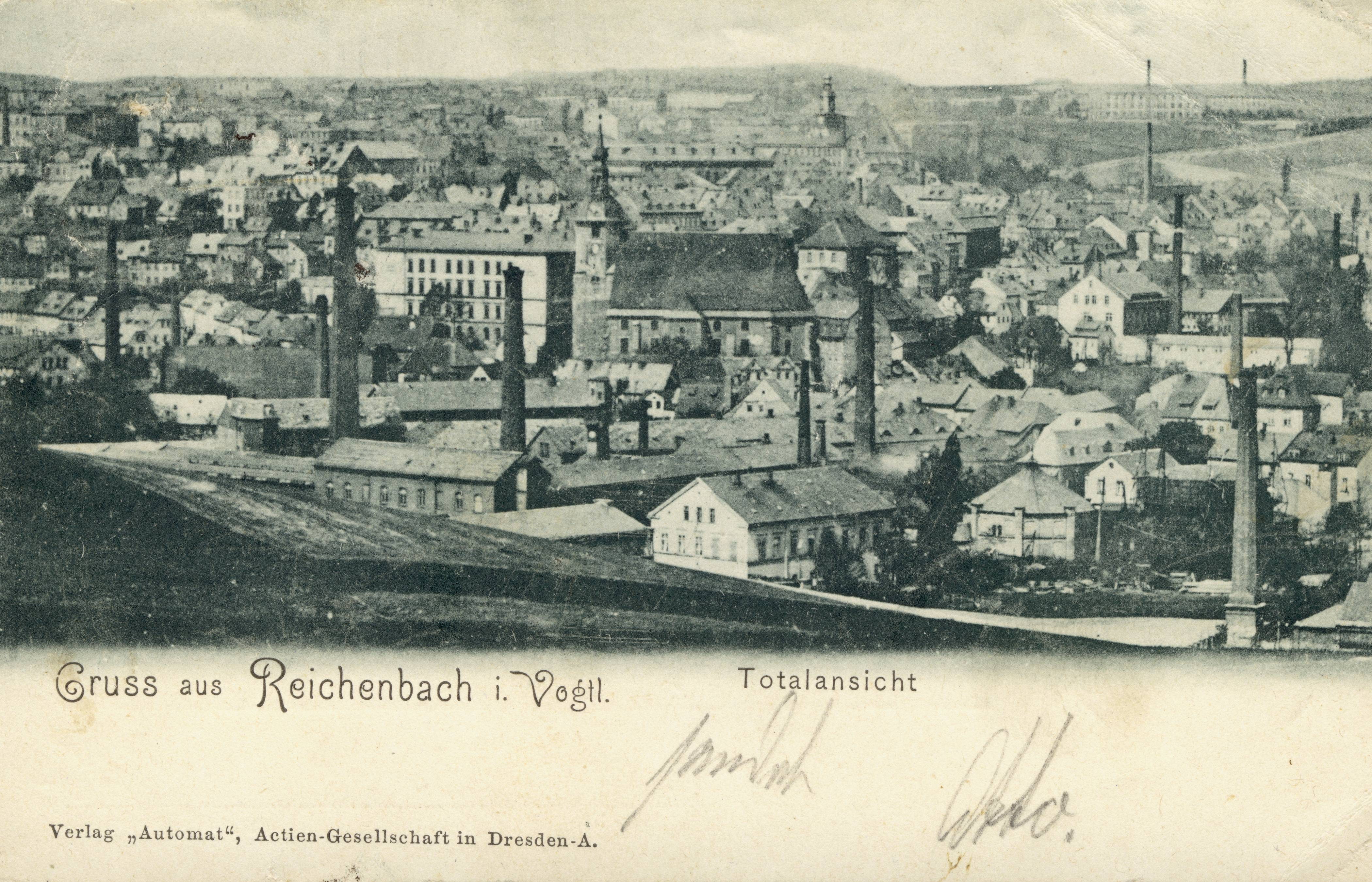
Pohlednice z roku 1900

Reichenbach im Vogtland vznikl jako francká osada a vděčí svému ranému růstu výhodnému místu v údolí nedaleko hradu Mylau. V roce 1212 byl oficiálně pojmenován Richenbach, pravděpodobně kvůli mnoha mokřadům (Bächen) v oblasti, kde se dnes nachází Altstadt. Městské výsady byly získány okolo roku 1240 a město bylo zmíněno v roce 1271 ve vyhlášce jako civitatis richenbach, uznávané malé město s autonomními právy na obranu, obchod a pořádání komunálních voleb. Většina historických pramenů o Reichenbachu byla zničena při městských požárech v letech 1720, 1773 a 1833. Základy farního kostela Petra Pavla se datují do 12. století.
Industrializace podpořená dostupností města umožnila další růst. Hlavními odvětvími bylo šití a tkaní, avšak v 19. století se v městečku začal usazovat kovodělný průmysl a na počátku 20. století došlo ke vzestupu celulózového a papírenského průmyslu a tiskařství. Některé z nejvýznamnějších budov Reichenbachu pocházejí z této doby, včetně jeho radnice (1837–1839), nádraží (1846) a největšího cihlového mostu na světě, Göltzsch Viaduct (1846–1851).
Reichenbach im Vogtland měl v druhé světové válce poměrně nevýznamnou roli. 21. března 1945 americké bombardování zabilo 161 občanů a zničilo nebo poškodilo mnoho budov. Navzdory rozkazům národních socialistů, přičiněním starosty Dr. Otto Schreibera město kapitulovalo 17. dubna bez boje. Poté bylo obsazeno americkými vojáky, kteří 1. července předali Rudé armádě kontrolu.
Po rozdělení Německa se Reichenbach im Vogtland stal součástí východního Německa. Populace od té doby klesla z téměř 35 000 na dnešních něco málo přes 20 000. Stejně jako u mnoha bývalých průmyslových měst východního Německa, znovusjednocení Německa v roce 1991 způsobilo, že mnoho pracovníků ztratilo zaměstnání a začali se stěhovat pryč. Od počátku byla řada iniciativ na obnovu místní ekonomiky. V Reichenbachu je stále mnoho průmyslových budov s vysokou historickou hodnotou, avšak s malým využitím.

## Pamětihodnosti

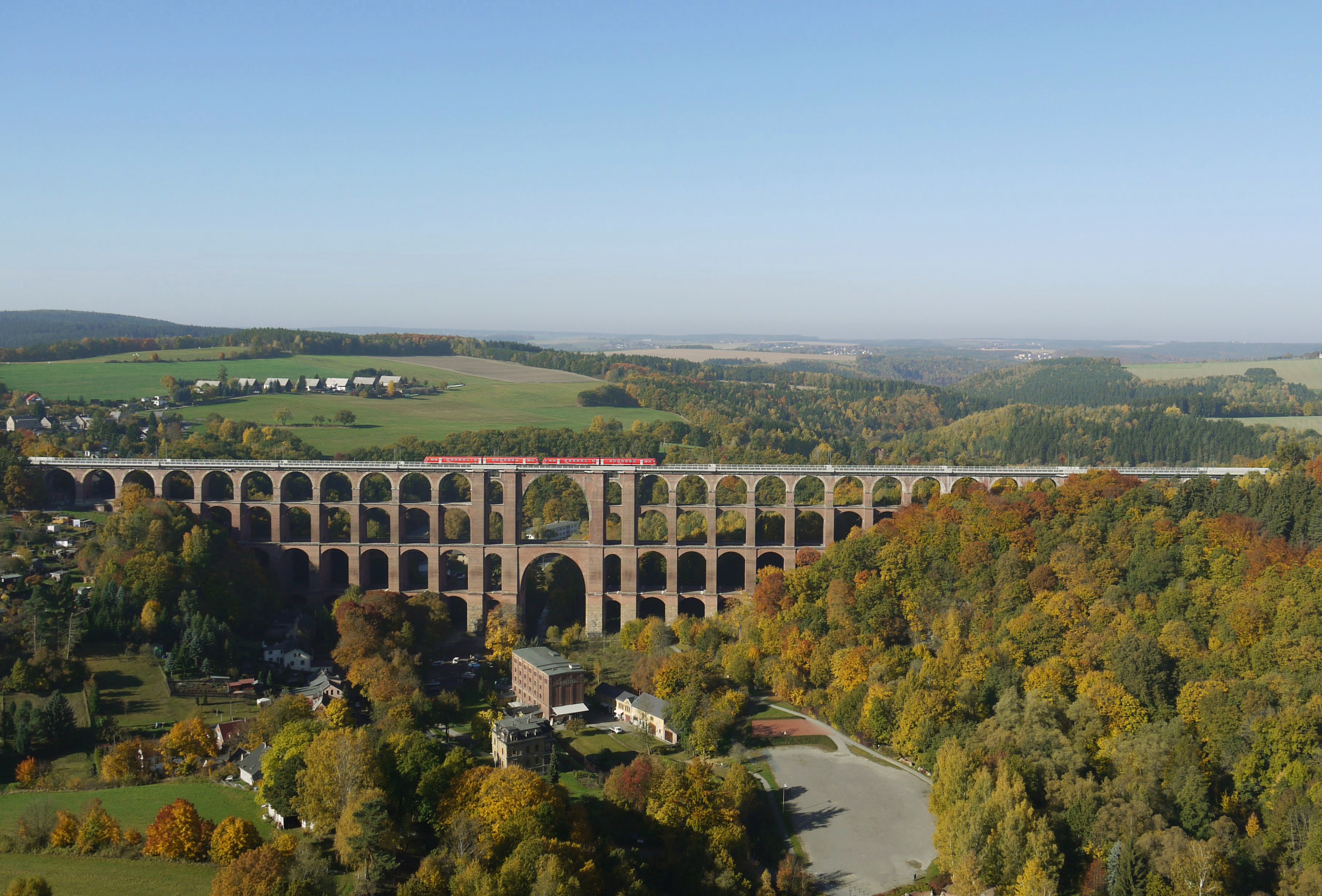
Viadukt Göltzsch

- Stanice Reichenbach je součástí linky Leipzig – Hof. Na trati leží viadukt Göltzsch, největší cihlový most na světě, který se nachází 4 km západně od města.

- Neuberinhaus je místní historické a divadelní muzeum, pojmenované podle nejslavnějšího občana, herečky Friederike Caroline Neuberové (1697–1760), přezdívané Neuberin. Stálé expozice se věnují jejímu životu a práci, německému divadlu 18. století a historii města.

- Park der Generationen (Park generací)

## Školství
Ve městě má kampus Westsächsische Hochschule Zwickau – Univerzita aplikovaných věd Zwickau, kde se vyučuje architekturu na bakalářské a magisterské úrovni a textilní a kožedělné zpracování. Město má také gymnázium, střední školu, tři základní školy a zvláštní školu pro fyzicky a mentálně postižené.

## Osobnosti
- Georg Lenck (1685–1744), hudebník
- Friederike Caroline Neuberová (1697–1760), herečka a režisérka
- Karl Böttiger (1760–1835), archeolog, filolog, spisovatel
- Johann Friedrich Krause (1770–1820), teolog
- Fedor Flinzer (1832–1911), autor, pedagog a ilustrátor
- August Horch (1868–1951), automobilový průkopník
- Richard Benz (1884–1966), historik
- Rudolf Krause (1907–1987), závodní jezdec
- Karl Nitz (* 1932), džudista
- Josef Bachmann (1944–1970), aktivista
- Jürgen Fuchs (1950–1999), autor a východoněmecký disident
- Henry Stöhr (* 1960), džudista